# Sim-ya-ui FM
Sim-ya-ui FM (심야의 FM?), noto anche con il titolo internazionale Midnight FM, è un film del 2010 co-scritto e diretto da Kim Sang-man.

## Trama
Ko Sun-young è una celebre speaker radiotelevisiva alle prese con il suo ultimo giorno di lavoro: l'indomani sarebbe infatti partita per gli Stati Uniti con la figlia Eun-soo, che necessitava di un complicato intervento al cuore effettuabile solo in tale paese. Una chiamata ad opera di un misterioso individuo, Dong-soo, la sconvolge totalmente: l'uomo infatti ha ucciso la sorella minore di Sun-young, e rapito Eun-soo.

## Distribuzione
In Corea del Sud la pellicola è stata distribuita a livello nazionale dalla Lotte Entertainment, a partire dal 14 ottobre 2010.